# Lacon lepidopterus
Lacon lepidopterus es una especie de escarabajo del género Lacon, tribu Agrypnini, familia Elateridae. Fue descrita científicamente por Panzer en 1800.
Se distribuye por Suiza, Francia, Austria, Chequia, Alemania, Polonia, Rusia, Polonia, España, Suecia y Eslovaquia. La especie se mantiene activa durante los meses de febrero, marzo, abril, mayo, junio, julio, agosto, octubre, noviembre y diciembre.